# 京葉学院 (企業)
株式会社京葉学院（けいようがくいん）は、千葉県千葉市中央区に本社を置く学習塾・進学教室を展開する株式会社。非上場企業。

## 沿革
- 1975年 - 京葉学院創立
- 1977年 - 京葉学院進学予備校に改称
- 1984年 - 各校舎の名称を、教室から校に変更。
- 1997年 - 京葉学院に改称
- 2002年2月 - 株式会社京葉学院設立[1]。
- 2010年 - のちにネクサスとなる高校部西千葉校開校

## 関連会社
- 京葉グループ株式会社
- 京葉ファシリティサービス株式会社 - 建築工事業・内装仕上工事業・解体工事業